# Herrenmoor (Landkreis Osnabrück)
Das Herrenmoor ist ein Naturschutzgebiet in der niedersächsischen Stadt Fürstenau in der Samtgemeinde Fürstenau im Landkreis Osnabrück.
Das Naturschutzgebiet mit dem Kennzeichen NSG WE 043 ist 8,7 Hektar groß. Es liegt südlich von Fürstenau und stellt den Rest eines abgetorften Hochmoores unter Schutz, der nach der Abtorfung unkultiviert geblieben ist. Das Moorgebiet ist überwiegend bewaldet. Während es im Osten an landwirtschaftliche Nutzflächen grenzt, schließen sich im Süden, Westen und Norden bewaldete Gebiete an das Naturschutzgebiet an.
Das Gebiet steht seit dem 30. November 1958 unter Naturschutz. Zuständige untere Naturschutzbehörde ist der Landkreis Osnabrück.